# Bereitet die Wege, bereitet die Bahn!
Bereitet die Wege, bereitet die Bahn! (Préparez les chemins, préparez la voie ! ) (BWV 132) est une cantate religieuse de Johann Sebastian Bach composée à Weimar en 1715.

## Histoire et livret
À Weimar, Bach était le maître de concert du prince Johann Ernst de Saxe-Weimar et était tenu de diriger une cantate par mois. Il écrivit cette cantate pour le quatrième dimanche de l'Avent et la dirigea le 22 décembre 1715 dans la chapelle ducale. Il apposa la date lui-même. Pour cette destination liturgique, une autre cantate a franchi le seuil de la postérité : la BWV 147a.
Les lectures prescrites pour ce dimanche étaient  Phil 4:4–7, et Jean 1:19–28, le témoignage de Jean le Baptiste. Le texte de la cantate est du poète de cour Salomon Franck et comprend le cinquième verset du choral Herr Christ, der einig Gotts Sohn (1524) de Elisabeth Cruciger. Le texte de la cantate fut publié en 1715 dans les « Evangelisches Andachts-Opffer ». Dans la première aria Franck paraphrase Isaie 401 :3, mentionné dans l'Évangile, Bereitet dem Herrn den Weg, les mêmes mots qui ouvrent Le Messie de Haendel. Salomon Franck se réfère également au baptême et le fidèle est appelé agneau du Christ. 

## Structure et instrumentation
Comme d'autres cantates de l'époque de Weimar, celle-ci est écrite pour petit ensemble, deux hautbois, deux violons, alto et basse continue, quatre solistes (soprano, alto, ténor et basse). Le chœur n'est requis que pour le choral si besoin est. La musique du choral est perdue, elle avait peut-être été notée sur une simple feuille distincte, comme cela avait été le cas pour Nur jedem das Seine, BWV 163, composée quatre semaines auparavant. Pour des raisons pratiques, le même vers qui clôt Ihr, die ihr euch von Christo nennet, BWV 164 (composée en 1725)) peut être utilisé,.
Il y a six mouvements :
1. aria (soprano) : Bereitet die Wege, bereitet die Bahn!
2. récitatif (ténor) : Willst du dich Gottes Kind und Christi Bruder nennen
3. aria (basse) : Wer bist du? Frage dein Gewissen
4. récitatif (alto, cordes) : Ich will, mein Gott, dir frei heraus bekennen
5. aria (alto, violon) : Christi Glieder, ach bedenket
6. choral : Ertöt uns durch deine Güte

## Musique
La première aria, de forme da capo sur une mesure dansante à 6/8, est accompagnée de tous les instruments. La soprano appelle en mélisme de plusieurs mesures de doubles-croches. Le hautbois ajoute des figurations et de trilles virtuoses rappelant la musique profane de Bach. L'aria se conclut sur des cris de joie : Messias kömmt an.
Le récitatif ténor contient de vastes passages arioso pour souligner der Christen Kron und Ehre et Wälz ab die schweren Sündensteine. La voix et le continuo sont occasionnellement en imitation, ils jouent ensemble pour exprimer leur unité achevée sur les mots daß er mit dir im Glauben sich vereine.
Dans l'aria de basse, la question des prêtres à Jean dans l'Évangile « Wer bist du? » (Qui es-tu), est donnée à la basse en tant que Vox Christi, comme si Jésus posait la question à l'auditeur. Le premier motif au violoncelle exprime la question et se répète tout au long du mouvement.
La déclamation expressive du récitatif alto est souligné par les accords des cordes. Un solo de violon accentue l'aria suivante, peut-être inspiré par les mots Christus gab zum neuen Kleide roten Purpur, weiße Seide. John Eliot Gardiner l'interprète comme l'effet purificateur de l'eau baptismale. Julian Mincham adhère à cette interprétation, disant : Bach manque rarement une occasion de créer des images musicales de l'eau purificatrice quand il est question de l'acte du baptême. C'est le point de départ de son invention de la mélodie obligée au violon.
L'harmonisation en quatre parties du choral final n'a pas survécu. Le dernier mouvement de BWV 164 y est généralement substitué.

## Source
- (en) Cet article est partiellement ou en totalité issu de l’article de Wikipédia en anglais intitulé « Bereitet die Wege, bereitet die Bahn! BWV 132 » (voir la liste des auteurs).